# Résolution 836 du Conseil de sécurité des Nations unies
Membres permanents
- Chine
- États-Unis
- France
- Royaume-Uni
- Russie

Membres non permanents
- Brésil
- Cap-Vert
- Djibouti
- Espagne
- Hongrie
- Japon
- Maroc
- Nouvelle-Zélande
- Pakistan
- Venezuela

Résolution no 835 Résolution no 837
La résolution 836 du Conseil de sécurité des Nations unies a été adoptée le 4 juin 1993. Après avoir réaffirmé la résolution 713 (1991) et toutes les résolutions ultérieures sur la situation en ex-Yougoslavie, le Conseil a exprimé son inquiétude face à la situation persistante en Bosnie-Herzégovine et a décidé d'élargir le mandat de la Force de protection des Nations unies (FORPRONU) en lui permettant de recourir à la force pour protéger les « zones de sécurité ».
Le Conseil a réaffirmé la résolution 819 (1993) qui exigeait qu'un certain nombre de villes de Bosnie-Herzégovine soient traitées comme des « zones de sécurité », qui ne doivent faire l'objet d'aucune attaque. Il a également réaffirmé la souveraineté, l'intégrité territoriale et l'indépendance du pays, condamnant toutes les attaques et actions militaires contre ces dernières. Le Conseil a exprimé son inquiétude face aux graves violations du droit humanitaire international, notamment l'acquisition de territoires par la force ou par le nettoyage ethnique.
La résolution réaffirme également l'interdiction des vols militaires imposée dans les résolutions 781 (1992), 786 (1992) et 816 (1993) au-dessus de la Bosnie-Herzégovine et affirmait que la notion de « zones de sécurité » était une réponse à une situation d'urgence et qui pourraient contribuer à une solution politique durable, mais ne constitue pas une fin en soi. Elle a également souligné qu'une solution durable nécessiterait la fin des hostilités, le retrait des territoires conquis par la force ou par nettoyage ethnique, le droit des réfugiés de rentrer chez eux et le respect du territoire de la Bosnie-Herzégovine.
Agissant en vertu du chapitre VII de la Charte des Nations unies, le Conseil a appelé à la pleine mise en œuvre de toutes ses résolutions précédentes et a décidé d'élargir le mandat de la FORPRONU pour lui permettre de dissuader les attaques contre les zones de sécurité, de surveiller le cessez-le-feu et de promouvoir le retrait des unités militaires ou paramilitaires n'étant pas sous le contrôle effectif du Gouvernement de Bosnie-Herzégovine, et d'occuper certains points clés du terrain en plus de fournir l'aide humanitaire prévue dans la résolution 776 (1992). Les zones de sécurité étaient des mesures temporaires visant à inverser les conséquences de la violence et à permettre aux personnes déplacées de rentrer chez elles.
Le Conseil a demandé au secrétaire général, Boutros Boutros-Ghali, de procéder à des ajustements ou de renforcer la FORPRONU pour mettre en œuvre la présente résolution et d'ordonner au commandant de la FORPRONU de redéployer ses troupes en Bosnie-Herzégovine, exhortant les États membres à contribuer à la force de maintien de la paix, tant en termes de personnel que de logistique. La FORPRONU a alors été autorisée à prendre des mesures, y compris le recours à la force, en réponse aux bombardements, aux raids ou aux interférences à l'encontre de la FORPRONU ou des convois humanitaires dans les zones de sécurité.
Le Conseil a également autorisé les États à utiliser toutes les mesures nécessaires, par le biais de la puissance aérienne, pour soutenir la FORPRONU autour des zones de sécurité. Le secrétaire général a été prié de faire rapport dans les 7 jours sur la manière dont la résolution serait mise en œuvre et les coûts répartis. Dans un délai de deux mois, Boutros-Ghali devait rendre compte de la mise en œuvre et de l'application de cette résolution. Enfin, le Conseil a rappelé la possibilité qu'il se réserve d'imposer de nouvelles mesures plus strictes si nécessaire.
La résolution 836 a été adoptée par 13 voix contre zéro, avec deux abstentions du Pakistan et du Venezuela.

## Voir également
- Génocide bosniaque
- Guerre de Bosnie-Herzégovine
- Dislocation de la Yougoslavie
- Guerre de Croatie
- Guerres de Yougoslavie